# Jordan Rodrigues
Jordan Rodrigues (Sídney, Nueva Gales del Sur; 20 de julio de 1992) es un actor australiano, más conocido por haber interpretado a Jai Fernández en la serie australiana Home and Away y a Christian Reed en Dance Academy.

## Biografía
Participó en The X Factor Australia junto con dos personas más en su grupo. No ganaron, pero quedaron en un puesto normal.
Es más conocido como Christian Reed de Dance Academy.

## Carrera
En 2008 obtuvo su primer papel importante en la televisión cuando se unió al elenco de la exitosa y aclamada serie australiana Home and Away donde interpretó al joven Jai Fernández hasta principios de 2010 después de que su personaje decidiera irse de intercambio a estudiar a Japón junto a Annie Campbell. Por su actuación en 2009 fue nominado a los premios Logie en la categoría de mejor talento masculino más popular.
Más tarde en 2010 se unió al elenco de la nueva serie Dance Academy donde interpretó a Christian Reed, hasta el final de la serie en 2013.
En 2013 se unió al elenco de la miniserie Better Man donde interpretó a Khoa Nguyen, el hermano gemelo de Van Nguyen (Remy Hii), Khoa es un joven que tiene problemas con la autoridad. Ese mismo año se unió al elenco recurrente de la serie Camp donde interpretó a Greg hasta el final de la serie ese mismo año.
En 2013 formó parte del elenco de Teen Beach Movie como bailarín secundario en la canción "Surf´s Up" de la película, que se estrenó el 19 de julio de 2013 en Estados Unidos. La película fue filmada en Puerto Rico.
En 2016 apareció como personaje recurrente de la tercera temporada de la serie Faking It donde dio vida a Dylan, el nuevo novio de Karma Ashcroft (Katie Stevens). 
A mediados de septiembre del mismo año se anunció que se había unido al elenco principal de la película Lady Bird donde dará vida a Miguel, el hermano adoptivo de (Saoirse Ronan) quien ayudará en su viaje.
Actualmente, interpreta a Mat Tan en la serie "The Fosters".

## Filmografía

### Series de televisión
| Año         | Título        | Personaje      | Notas                     |
| ----------- | ------------- | -------------- | ------------------------- |
| 2014 - 2018 | The Fosters   | Mat Tan        | 30 episodios              |
| 2016        | Faking It     | Dylan          | 3 episodios               |
| 2015        | Hawaii Five-0 | Cárter Akana   | episodio "Mo'o 'olelo Pu" |
| 2010 - 2013 | Dance Academy | Christian Reed | 65 episodios              |
| 2013        | Camp          | Greg           | 10 episodios              |
| 2013        | Better Man    | Khoa Nguyen    | 4 episodios - miniserie   |
| 2008 - 2010 | Home and Away | Jai Fernández  | 337 episodios             |

### Películas
| Año  | Título                   | Personaje      | Notas |
| ---- | ------------------------ | -------------- | --- |
| 2017 | Lady Bird                | Miguel         | junto a Saoirse Ronan                                                                                         |
| 2017 | Dance Academy: The Movie | Christian Reed | junto a Xenia Goodwin, Keiynan Lonsdale, Dena Kaplan, Alicia Banit, Thomas Lacey, Miranda Otto y Nic Westaway |

2017 bring in on

### Teatro
| Año  | Obra                    | Personaje | Director | Teatro          | Notas |
| ---- | ----------------------- | --------- | -------- | --------------- | ----- |
| 2003 | The Lion King (musical) | Simba     | -        | Capitol Theatre | -     |

## Premios y nominaciones
| Año  | Categoría                    | Premio      | Serie         | Resultado |
| ---- | ---------------------------- | ----------- | ------------- | --------- |
| 2009 | Most Popular New Male Talent | Logie Award | Home and Away | Nominado  |